# Ornithogalum boucheanum
Ornithogalum boucheanum là một loài thực vật có hoa trong họ Măng tây. Loài này được (Kunth) Asch. mô tả khoa học đầu tiên năm 1866.

## Hình ảnh

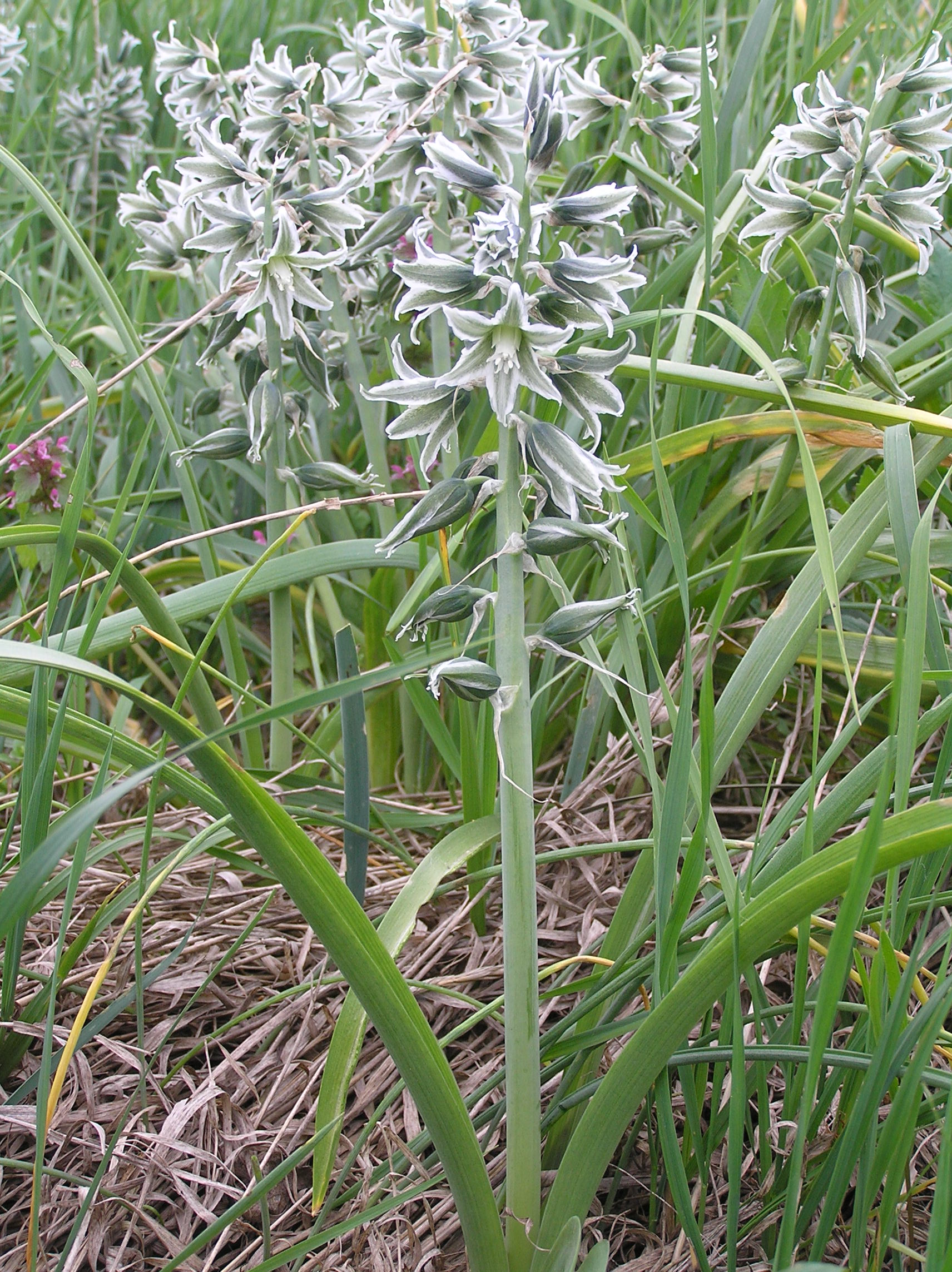
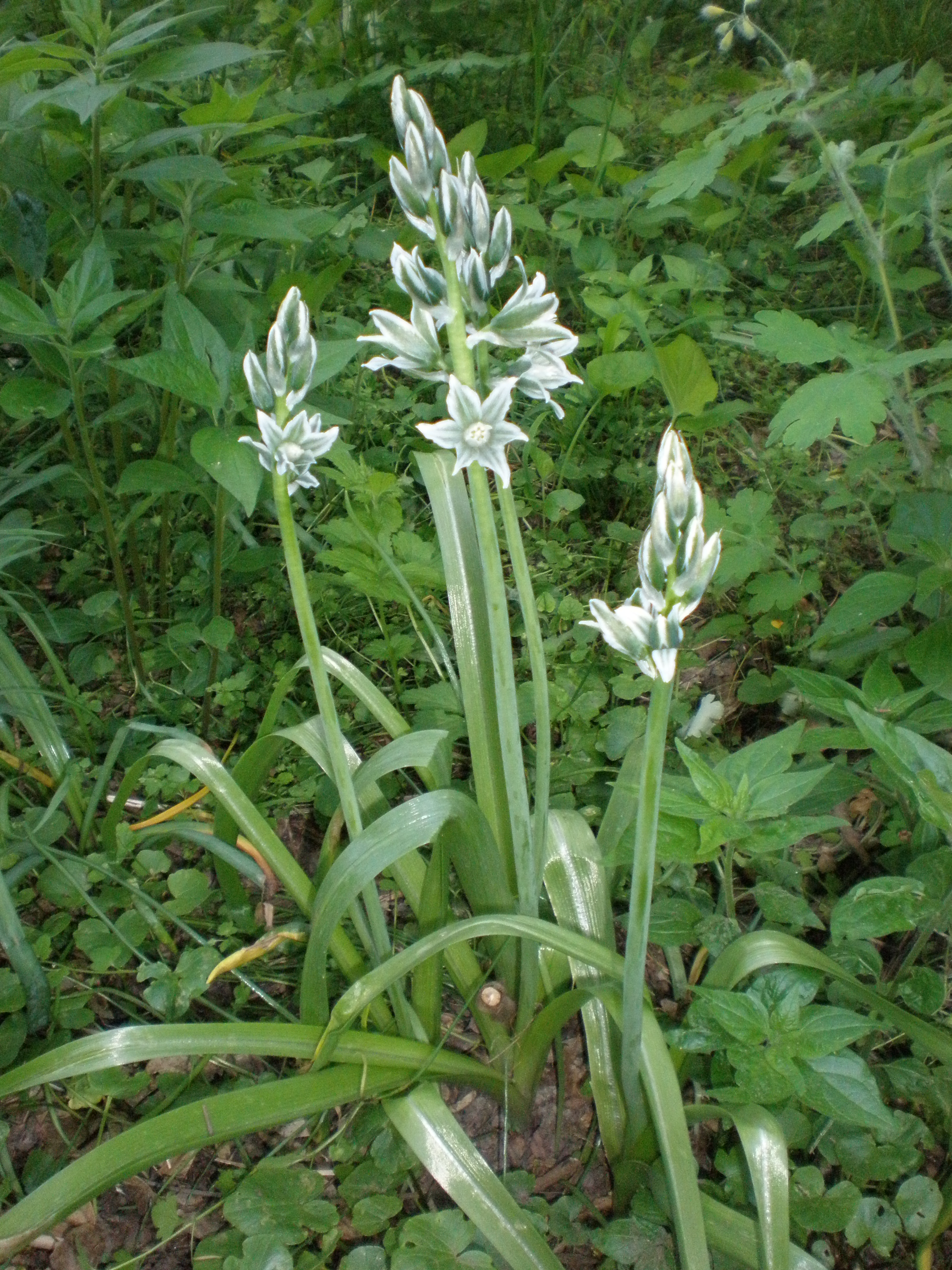
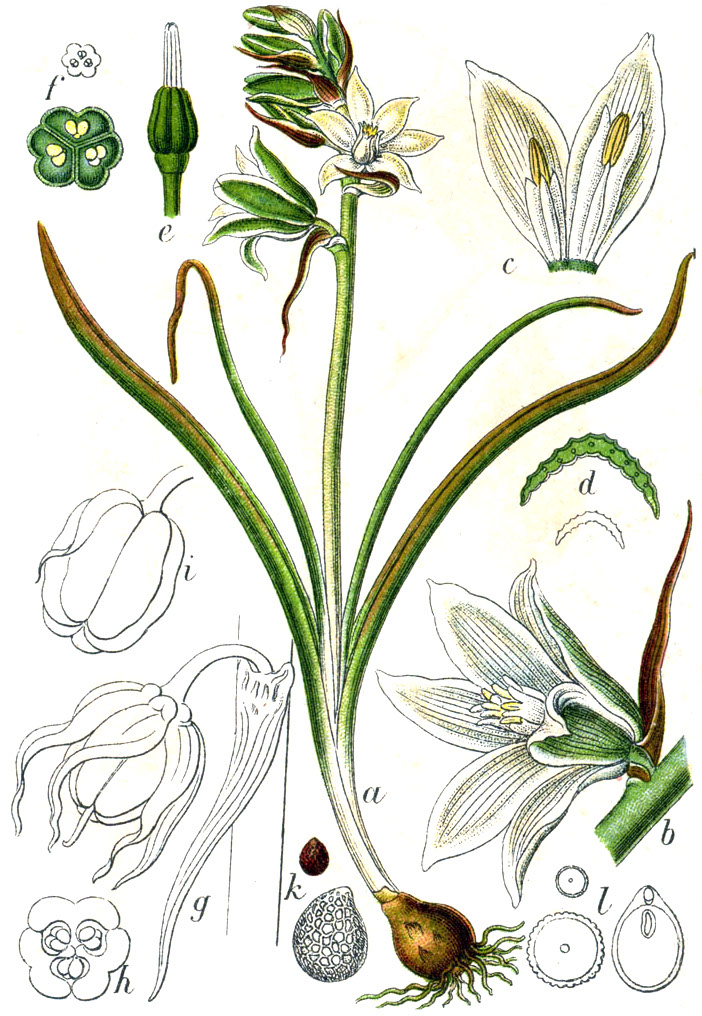
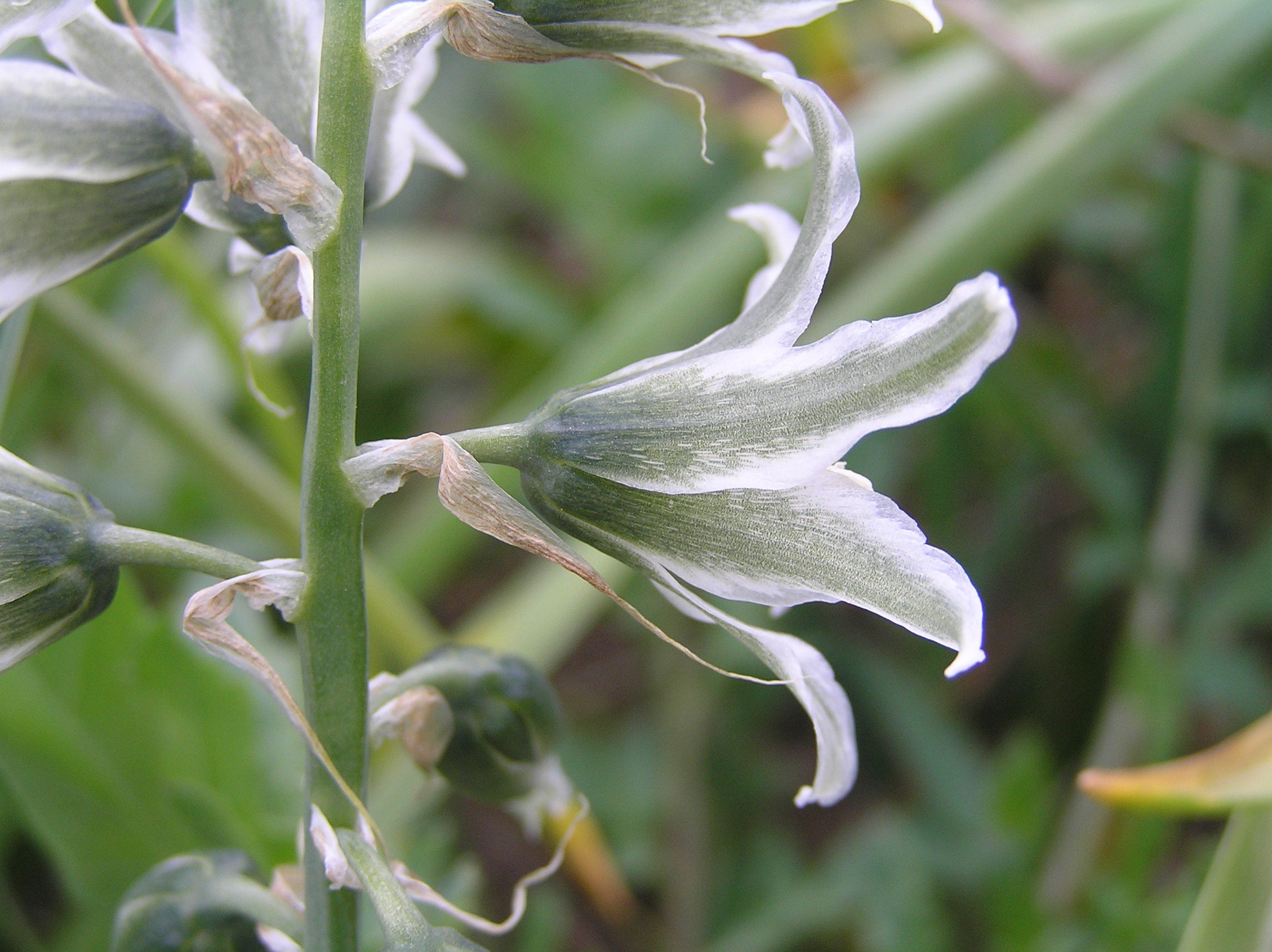